# 郝景盛
郝景盛（1903年7月17日—1955年4月25日），男，直隶（今河北）正定人，中国林学家、植物学家，曾任中国林学会常务理事。